# 第2軍 (韓国陸軍)

第2作戦司令部の部隊章

第2作戦司令部（だいにさくせんしれいぶ）は、韓国陸軍における軍の1つ。
後方地域（軍事境界線と首都圏以外の地域を指す）の防衛を担当している。別称、武烈台（무열대）。

## 沿革
第2作戦司令部は、陸軍の後方支援を円滑にするため、1954年10月31日に姜文奉（カン・ムンボン）中将を初代指揮官として、慶尚北道大邱市（現・大邱広域市）にて創設された。第2軍司令部の任務は、隷下の管区司令部や配属部隊を指揮して担当地域の作戦や警備、予備役の編成、訓練、動員、管理とこれに付随する兵務業務の遂行、担当地域内の全部隊の行政及び軍需支援であった。
21世紀に入り、コスト削減のための『国防改革2020計画』により、69動員師団と39郷土師団が統合された。また、2007年10月31日に第9軍団と第11軍団が統合され、翌日には第2作戦司令部に改編された。2008年12月1日に205特攻旅団が解体、62、67、70動員師団が、それぞれ32、37、50郷土師団と統合された。部隊名称は第2作戦司令部に改称された。

## 編成
- 31郷土歩兵師団
- 32郷土歩兵師団
- 35郷土歩兵師団
- 37郷土歩兵師団
- 39郷土歩兵師団
- 50郷土歩兵師団
- 53郷土歩兵師団
- 201特攻旅団
- 203特攻旅団
- 1115工兵団
- 1116工兵団
- 1117工兵団
- 1118工兵団
- 1120工兵団
- 12通信団
- 302警備連帯
- その他直轄部隊

以下は管轄地周辺の支援部隊である。
- 5軍輸支援司令部
- 51軍輸支援団
- 52軍輸支援団
- 53軍輸支援団
- 21航空団

### 司令官
| 代 | 氏名     | 氏名         | 在任期間       | 在任期間       | 備考 |
| -- | -------- | ------------ | -------------- | -------------- | ---- |
| 代 | 漢字表記 | ハングル表記 | 着任           | 退任           | 備考 |
| 1  | 姜文奉   | 강문봉       | 1954年10月31日 | 1956年9月27日  |      |
| 2  | 崔栄喜   | 최영희       | 1956年9月27日  | 1959年2月28日  |      |
| 3  | 張都暎   | 장도영       | 1959年2月28日  | 1961年2月27日  |      |
| 4  | 崔慶禄   | 최경록       | 1961年2月27日  | 1961年5月22日  |      |
| 5  | 閔キ植   | 민기식       | 1961年5月22日  | 1962年5月7日   |      |
| 6  | 張昌国   | 장창국       | 1962年5月7日   | 1963年6月1日   |      |
| 7  | 金容培   | 김용배       | 1963年6月1日   | 1965年3月30日  |      |
| 8  | 朴璟遠   | 박경원       | 1965年3月30日  | 1966年12月28日 |      |
| 9  | 丁來赫   | 정래혁       | 1966年12月28日 | 1968年2月16日  |      |
| 10 | 文亨泰   | 문형태       | 1968年2月16日  | 1968年8月8日   |      |
| 11 | 韓信     | 한신         | 1968年8月8日   | 1969年5月1日   |      |
| 12 | 蔡命新   | 채명신       | 1969年5月1日   | 1972年6月1日   |      |
| 13 | 朴元根   | 박원근       | 1972年6月1日   | 1974年12月26日 |      |
| 14 | 李秉衡   | 이병형       | 1974年12月26日 | 1976年7月7日   |      |
| 15 | 朴熙東   | 박희동       | 1976年7月7日   | 1977年12月27日 |      |
| 16 | 金鍾洙   | 김종수       | 1977年12月27日 | 1979年3月7日   |      |
| 17 | 陳鍾埰   | 진종채       | 1979年3月7日   | 1981年3月7日   |      |
| 18 | 車圭憲   | 차규헌       | 1981年3月7日   | 1983年1月18日  |      |
| 19 | 李基百   | 이기백       | 1983年1月18日  | 1983年6月2日   |      |
| 20 | 金烘漢   | 김홍한       | 1983年6月2日   | 1984年7月12日  |      |
| 21 | 呉滋福   | 오자복       | 1984年7月14日  | 1986年7月8日   |      |
| 22 | 李鍾九   | 이종구       | 1986年7月8日   | 1988年6月10日  |      |
| 23 | 閔庚培   | 민경배       | 1988年6月10日  | 1990年1月17日  |      |
| 24 | 李弼燮   | 이필섭       | 1990年1月17日  | 1991年12月4日  |      |
| 25 | 金淵珏   | 김연각       | 1991年12月4日  | 1993年4月12日  |      |
| 26 | 金鎮渲   | 김진선       | 1993年4月12日  | 1993年5月27日  |      |
| 27 | 朴世煥   | 박세환       | 1993年5月27日  | 1995年3月30日  |      |
| 28 | 趙成台   | 조성태       | 1995年3月30日  | 1996年10月21日 |      |
| 29 | 金振浩   | 김진호       | 1996年10月21日 | 1998年3月28日  |      |
| 30 | 曹永吉   | 조영길       | 1998年3月28日  | 1999年12月28日 |      |
| 31 | 金仁鍾   | 김인종       | 1999年12月28日 | 2001年10月11日 |      |
| 32 | 洪淳昊   | 홍순호       | 2001年10月11日 | 2003年4月4日   |      |
| 33 | 梁宇千   | 양우천       | 2003年4月4日   | 2005年3月31日  |      |
| 34 | 権泳基   | 권영기       | 2005年3月31日  | 2006年11月17日 |      |
| 35 | 朴永夏   | 박영하       | 2006年11月17日 | 2008年3月21日  |      |
| 36 | 趙在土   | 조재토       | 2008年3月21日  | 2009年9月18日  |      |
| 37 | 李哲徽   | 이철휘       | 2009年9月18日  | 2011年4月15日  |      |
| 38 | 曹晶煥   | 조정환       | 2011年4月15日  | 2012年10月10日 |      |
| 39 | 金曜煥   | 김요환       | 2012年10月10日 | 2014年8月11日  |      |
| 40 | 李淳鎮   | 이순진       | 2014年8月11日  | 2015年9月16日  |      |
| 41 | 朴賛珠   | 박찬주       | 2015年9月16日  | 2017年8月8日   |      |
| 42 | 朴漢基   | 박한기       | 2017年8月8日   | 現職           |      |

### 参謀長
- 金東斌 1955年7月
- 李周一 1959年
- 任忠植 1961年